# فرانچسکو گراتسیانی

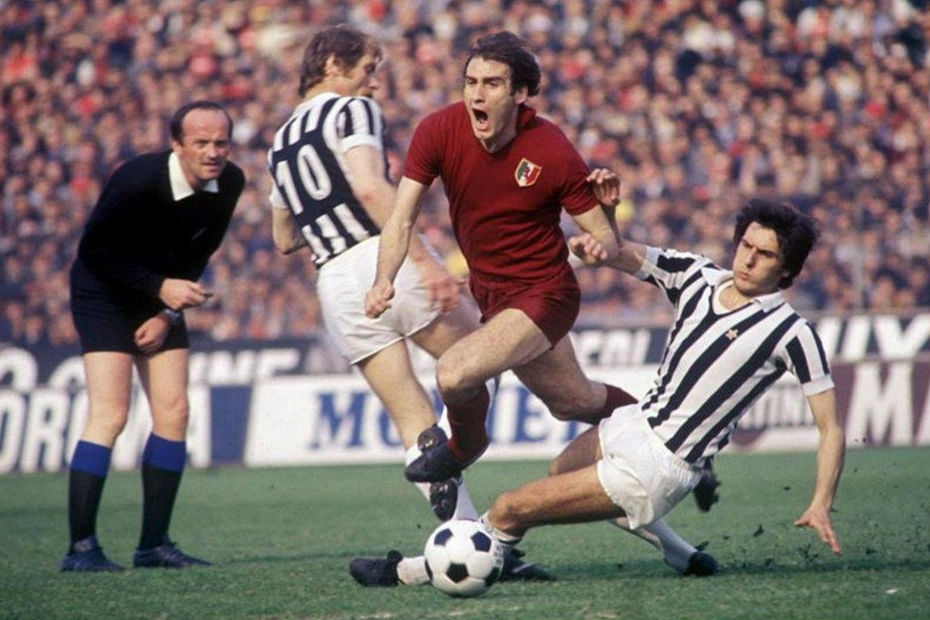
گراتسیانی در محاصره شیره‌آ و بنتی در جریان دربی دلا موله فصل ۱۹۷۶–۷۷

فرانچسکو گراتسیانی (به ایتالیایی: Francesco Graziani) بازیکن فوتبال اهل ایتالیا است که از سال ۱۹۷۵ میلادی عضو تیم ملی فوتبال ایتالیا بوده و در ۶۴ بازی ملی حضور داشته‌است. او در بازی‌های ملی‌اش ۲۳ گل به ثمر رساند.
فرانچسکو گراتسیانی آخرین بازی ملی خود را در سال ۱۹۸۳ میلادی انجام داد.